# Nationaltheater von Namibia

Logo des namibischen Nationaltheaters

Das Nationaltheater von Namibia (englisch The National Theatre of Namibia) ist das staatliche Theater in der namibischen Hauptstadt Windhoek. Das Nationaltheater fördert die Entwicklung, Erhaltung und Pflege der Schauspielkunst in Namibia; unter anderem durch ein Jugendförderprogramm. Es wurde am 15. August 1989 unter seinem heutigen Namen und seiner heutigen Struktur als „Gesellschaft ohne Gewinnabsicht“ gegründet, war jedoch davor schon als South West Africa Performing Arts Council bekannt. Es liegt im Stadtteil Windhoek-Central, unmittelbar neben der Nationalgalerie von Namibia.
Das Nationaltheater finanziert sich über Spenden, staatliche Zuschüsse und Eintrittsgelder. In den 1990er Jahren waren die finanzielle Mittel sehr beschränkt, so dass nur unregelmäßig Aufführungen stattfanden. Seit Anfang der 2000er Jahre finden ein regelmäßiger Spielplan Anwendung und neben namibischen Theaterstücken, Opern, Konzerte und Musicals werden auch internationale Stücke aufgeführt.
Das Theater besteht aus verschiedenen Proberäumen sowie dem Hauptsaal mit 471 Sitzplätzen und einem kleineren Saal mit 250 Sitzplätzen.